# Men inte om det gäller din dotter
Men inte om det gäller din dotter är den trettonde romanen av Jan Guillou om den svenska före detta underrättelseofficeren Carl Hamilton, utgiven 2008. Hamilton är dock inte huvudperson, utan en av de mer framträdande bifigurerna.

## Handling
Efter tretton år i exil återvänder viceamiral Carl Gustaf Gilbert Hamilton till Sverige för att få resning i livstidsdomen. Genom sin gamle vän Erik Ponti hamnar han nu i ett nytt umgänge, där de närmaste vännerna är förre översten i Främlingslegionen, Pierre Tanguy, och hans fru polisöverintendent Ewa Tanguy.
Både Hamilton och Tanguy är fullständigt övertygade om att de aldrig mer i livet kommer att lyfta ett finger när det gäller militära insatser utomlands. Men det nya behagliga, fridfulla livet vänds helt över ände den dag en familjekatastrof drabbar dem. 
Carl Hamilton använder alla sina gamla kunskaper som spionchef och Pierre mobiliserar vänner inom Främlingslegionen. Deras mål finns i Saudiarabien. 